# Absolute Solitude
The Isolator Realization of Absolute Solitude (絶対ナル孤独, Zettai Naru Aisorēta) aussi connu sous le nom de The Isolator est un light novel écrit par Reki Kawahara et illustré par Shimeji. Il est publié depuis juin 2014 par ASCII Media Works dans la collection Dengeki Bunko, et deux tomes sont sortis en février 2015.
Une adaptation en manga est publiée depuis juin 2015 dans le magazine Dengeki Daioh.

## Synopsis
C'est l'histoire d'Utsugi Minoru, un jeune garçon de 17 ans ayant obtenu l'habilité qu'il a toujours désirée, la Solitude (nom de code : Isolator), et de Yumiko, un membre de l'organisation qui surveille ces nouveaux "super" humains.

## Personnages
Utsugu Minoru (空木ミノル, Minoru Utsugu)
Yumiko Azu (安須ユミコ, Azu Yumiko)
Norie Yoshimizu (由水典江, Yoshimizu Norie)
Yomomi Minowa (箕輪朋美, Minowa Yomomi)

## Light novels
| no | Japonais                               | Japonais        | Japonais          |
| no | Titre                                  | Date de sortie  | ISBN              |
| -- | -------------------------------------- | --------------- | ----------------- |
| 1  | 絶対ナル孤独者1 -咀嚼者 The Biter      | 10 juin 2014    | 978-4-04-866510-0 |
| 2  | 絶対ナル孤独者2 -発火者 The Igniter    | 10 février 2015 | 978-4-04-869248-9 |
| 3  | 絶対ナル孤独者3 -凝結者 The Trancer    | 10 février 2016 | 978-4-04-865748-8 |
| 4  | 絶対ナル孤独者4 ―刺撃者 The Stinger    | 10 mai 2017     | 978-4-04-892894-6 |
| 5  | 絶対ナル孤独者5 ―液化者 The Liquidizer | 10 mai 2019     | 978-4-04-912382-1 |